# La Sulamite (Chabrier)
La Sulamite est une œuvre lyrique d'Emmanuel Chabrier sur des paroles de Jean Richepin pour voix soliste, chœur de femmes et orchestre. Le texte de La Sulamite est basé sur des extraits du Cantique des Cantiques.

## Historique
La Sulamite est créée le 15 mars 1885 aux Concerts Lamoureux, dirigée par Charles Lamoureux avec au chant la mezzo soliste Mme Marie-Hélène Brunet Lafleur (la seconde épouse de Lamoureux), à qui l'œuvre est dédiée. Une version réorchestrée réalisée par le compositeur en 1890 (avec une dédicace similaire) est créée par les mêmes artistes le 21 février 1892. Le manuscrit se trouve maintenant à la Morgan Library & Museum.
Chabrier a eu beaucoup de mal à trouver une fin convaincante à la pièce, essayant même de se faire aider par Lamoureux. En fin de compte, il est satisfait de cette fin ; dans une lettre à ses éditeurs Enoch et Costallat il écrit : « Je suis très attaché à cette œuvre. Elle est difficile mais elle le sera moins dans dix ou vingt ans. »
Pour Myers, l'œuvre a une intensité éclatante et une aura sensuelle, et l'écriture pour voix et instruments est libre et décomplexée, animée par des subtilités harmoniques et des modulations audacieuses et originales. Lecocq, vérifiant les épreuves de l'éditeur, écrit en plaisantant à Chabrier combien l'orchestration est épatante, mais aussi compliquée « pour un simple musicien comme lui ». 
Debussy confie au critique et compositeur Gustave Samazeuilh qu'il a été influencé par La Sulamite lors de l'écriture de La Damoiselle élue. Ravel en est  également un passionné et présente l'œuvre à son ami Ricardo Viñes en 1897.

## Argument et orchestration
Dans un décor oriental de jardins aux hauts murs, la Sulamite, d'abord triste de l'absence de son bien-aimé, sent bientôt son approche, l'appelle, le voit courir et s'effondre finalement dans ses bras félicitée par ses compagnes ravies, heureuses de sa bonne fortune.
La Sulamite est composée pour un grand orchestre composé de piccolo, deux flûtes, hautbois, cor anglais, deux clarinettes en si bémol, clarinette basse, quatre bassons, deux cors en fa, deux cors en mi bémol, deux pistons en do, deux trompettes en fa, trois trombones, tuba, timbales, cymbales anciennes en mi bémol, triangle, tambour, grosse caisse, cymbales, deux harpes, violons, altos, violoncelles et contrebasses. L’exécution dure environ 17 minutes.